# Haviland (Kansas)
Haviland ist eine Stadt (City) im Kiowa County im US-Bundesstaat Kansas in den Vereinigten Staaten. Das U.S. Census Bureau hat bei der Volkszählung 2020 eine Einwohnerzahl von 678 ermittelt.
Eine Sehenswürdigkeit der nach der Underground-Railroad-Aktivistin Laura Haviland benannten Stadt ist der nahegelegene Haviland-Krater.